# Krankenhaus Mechernich
Das Krankenhaus Mechernich verfügt über 418 Betten und teilt sich in mehrere Kliniken auf. Es befindet sich im Zentrum der Stadt Mechernich und ist seit 1977 Lehrkrankenhaus der Universität zu Bonn.

## Geschichte
Die Institution des Krankenhauses Mechernich  wurde am 16. Juni 1909 gegründet. Seine Wurzeln reichen jedoch bis weit ins 19. Jahrhundert zurück, als das erste Lazarett mit fünf Betten für verletzte Bergarbeiter des Bergwerks im damaligen Grubengebiet „Bachrevier“ gegründet wurde. Somit wurde damals der Grundstein für heutige Abteilung für Unfallchirurgie gelegt. Als während des Zweiten Weltkrieges große Teile des Krankenhauses durch Bomben zerstört wurden, verlegte man verschiedene Bereiche wieder zurück in das oben erwähnte Bergwerk, um unter Tage die Sicherheit der Patienten gewährleisten zu können. Mit der wirtschaftlichen Entwicklung Mechernichs, die mit dem Bergbau zusammenhing, wuchs auch der Bedarf an medizinischer Versorgung, weshalb das Kreiskrankenhaus Mechernich geographisch wuchs und die Abteilungen erweitert wurden. Seit 1883 kümmerten sich Nonnen des Franziskanerordens um die Pflege und teilweise auch die Verwaltung, schieden jedoch ab 1972 völlig aus dem Krankenhausdienst aus. Bis 1958 wurden mehrere Neu- und Umbauten realisiert und außerdem die Kriegsschäden behoben. Im Jahr 1975, als Mechernich das Stadtrecht erhielt, wurde das Kreiskrankenhaus Mechernich eine GmbH.

## Abteilungen
Das Krankenhaus besitzt mehrere Kliniken, davon eine Belegabteilung und zwei nicht bettführende Abteilungen. Die Kliniken teilen sich auf in die Innere Medizin, Kardiologie, Akutgeriatrie, Kinder- und Jugendmedizin, Gynäkologie, Unfallchirurgie, Orthopädie, Urologie, Anästhesiologie und Chirurgie. Nicht bettführend sind die Radiologie sowie das Sozialpädiatrische Zentrum. Bei der Belegabteilung handelt es sich um die Abteilung für Hals-, Nasen- und Ohrenheilkunde.

## Tochterunternehmen
Die Kreiskrankenhaus Mechernich GmbH besitzt mehrere Tochterunternehmen. Dazu gehören das Ambulante OP-Zentrum Zülpich GmbH, wo verschiedene Operationen ambulant durchgeführt werden können, sowie der Pflegedienst Vivant, das Altenheim Liebfrauenhof in Schleiden und das Geriatrische Zentrum, welches sich ebenfalls in Zülpich befindet.